# Komandir sčastlivoj Ščuki
Komandir sčastlivoj Ščuki (Командир счастливой «Щуки») è un film del 1972 diretto da Boris Izrailevič Volček.

## Trama
Un film sui sommergibilisti della Flotta del Nord che hanno effettuato con successo incursioni militari alle latitudini polari durante gli anni della guerra. Per il sottomarino sovietico Shch-721, che affondò molte navi nemiche, i nazisti erano alla ricerca di una lunga caccia.